# Барра-ду-Гарсас
Барра-ду-Гарсас (порт. Barra do Garças) — муниципалитет в Бразилии, входит в штат Мату-Гросу. Составная часть мезорегиона Северо-восток штата Мату-Гроссу. Входит в экономико-статистический микрорегион Медиу-Арагуая. Население составляет 57 721 человек на 2007 год. Занимает площадь 9142,008 км². Плотность населения — 6,2 чел./км².

## История
Город основан в 1914 году.

## Статистика
- Валовой внутренний продукт на 2005 год составляет 519 927 450,00 реалов (данные: Бразильский институт географии и статистики).
- Валовой внутренний продукт на душу населения на 2005 год составляет 9765,18 реалов (данные: Бразильский институт географии и статистики).
- Индекс развития человеческого потенциала на 2005 год составляет 0,814 (данные: Программа развития ООН).

## География
Климат местности: тропический.